# Tipula sexcincta
Tipula sexcincta är en tvåvingeart som beskrevs av Alexander 1942. Tipula sexcincta ingår i släktet Tipula och familjen storharkrankar. Inga underarter finns listade i Catalogue of Life.